# Sudáfrica en los Juegos Olímpicos de Squaw Valley 1960
Sudáfrica estuvo representada en los Juegos Olímpicos de Squaw Valley 1960 por un total de 4 deportistas que compitieron en patinaje artístico.  
El equipo olímpico sudafricano no obtuvo ninguna medalla en estos Juegos.